# José Conrado Calderón
José Conrado Calderón fue un abogado y político peruano. Fue vocal de la Corte Superior de Justicia del Cusco.
En los años 1830 fue miembro de la junta departamental del Cusco como representante de la provincia de Paucartambo. Fue diputado de la República del Perú por la provincia de Anta entre 1845 y 1848 durante el primer gobierno de Ramón Castilla.
Fue accionista fundador de la "Sociedad Industrial de los valles de Paucartambo", conjuntamente con Gregorio Galdos, creada para promover la exploración y colonización de los valles de la provincia de Paucartambo impulsada por el gobierno de Ramón Castilla. En 1847 fue nombrado oficial primero de la secretaría de la prefectura del Cusco.